# 고엔지역
고엔지역(일본어: 高円寺駅, こうえんじえき)은 일본 도쿄도 스기나미구에 있는 JR 동일본 주오 쾌속선 및 주오·소부 완행선(주오 본선)의 역이다. 쾌속열차는 평일에만 정차하고 주말이나 휴일에는 통과한다.

## 타는 곳
| 1 | 주오・소부 선 （각역정차） | 미타카・다카오（이른아침・심야만 해당）방면                                                                     |
| 2 | 주오・소부 선 （각역정차） | 신주쿠・오차노미즈・쓰다누마・지바・도쿄（이른아침・심야만 해당）・ ○도자이 선니시후나바시·도요 가쓰타다이 방면 |
| 3 | 주오 선（쾌속）            | 미타카・고쿠분지・다치카와・하치오지・다카오・오쓰키 ・하이지마・오메방면                                       |
| 4 | 주오 선（쾌속）            | 신주쿠・오차노미즈・도쿄 방면                                                                                   |

## 사진

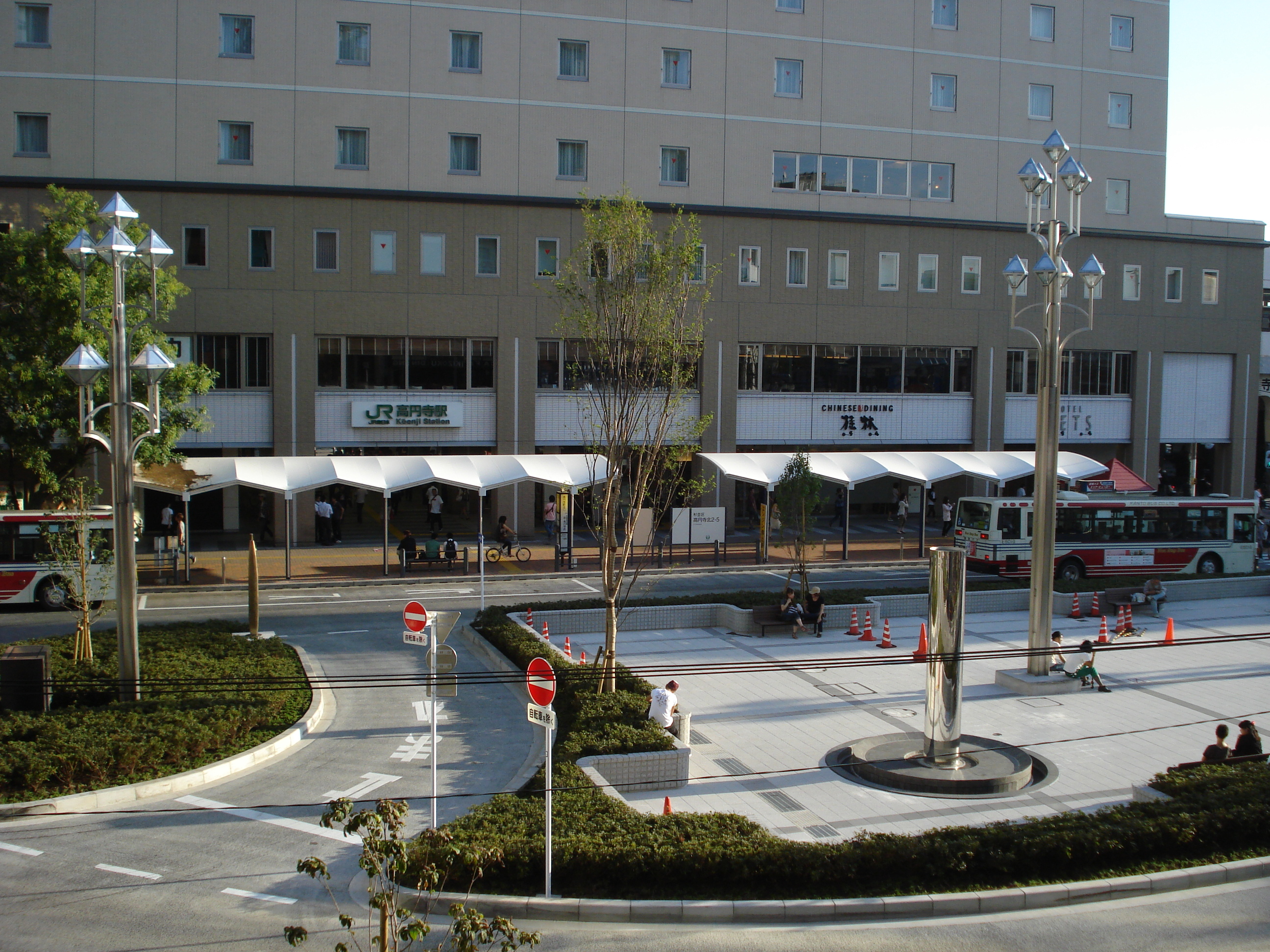
북쪽 출입구
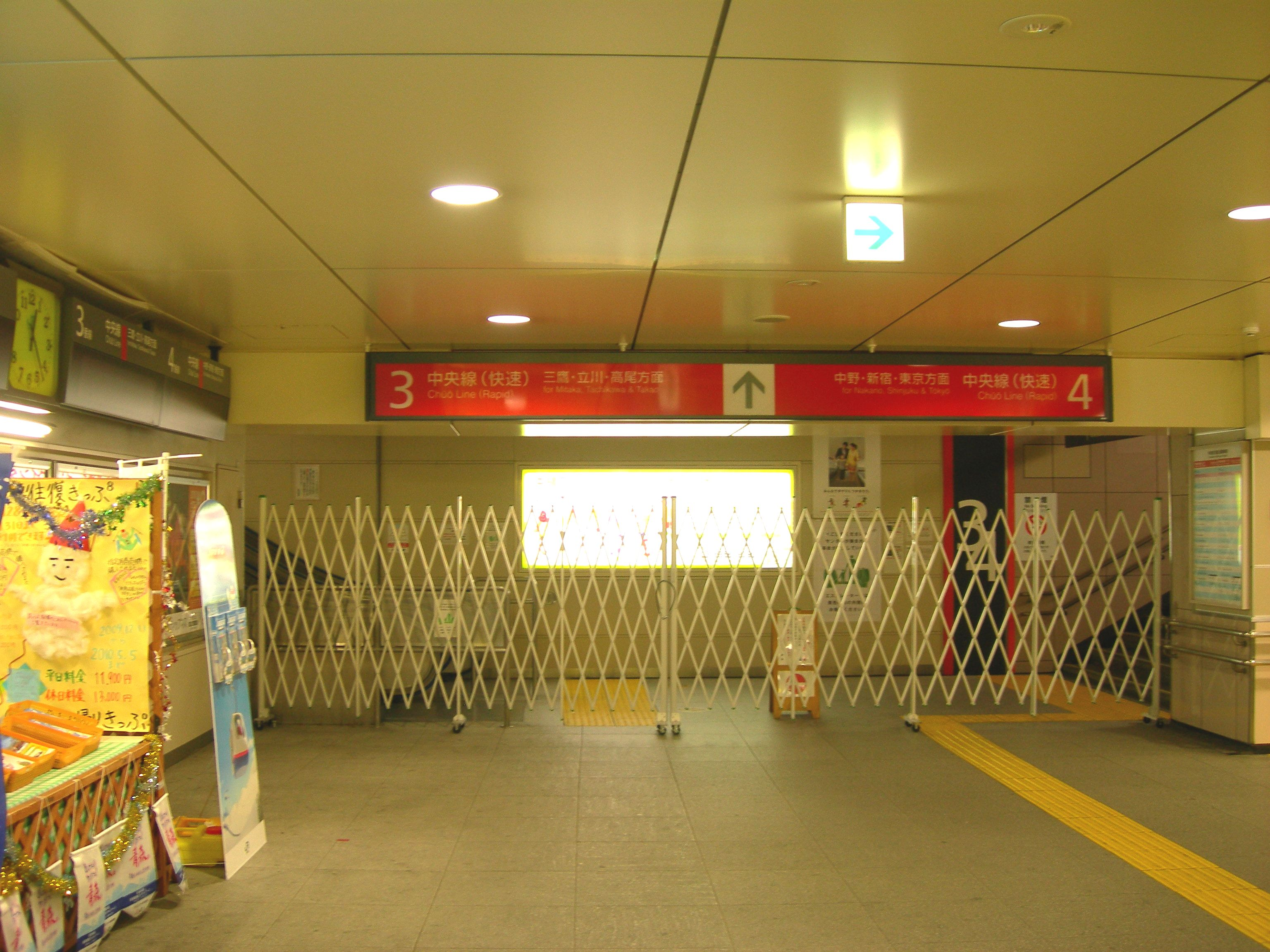
주말이나 휴일에는 쾌속열차가 이 역을 무정차 통과하기 때문에 타는 곳을 폐쇄한다.

## 인접역
| 동일본 여객철도 주오 본선 | 동일본 여객철도 주오 본선 | 동일본 여객철도 주오 본선  |
| ------------------------- | ------------------------- | -------------------------- |
| JC 06 나카노 도쿄 방면    | 주오 쾌속선 평일쾌속      | JC 08 아사가야 오쓰키 방면 |
| JB 07 나카노 지바 방면    | 주오 · 소부 선 각역정차   | JB 05 아사가야 미타카 방면 |